# 西班牙戴维斯杯代表队
西班牙戴维斯杯代表队是西班牙男子网球队参加戴维斯杯的队伍，由皇家西班牙网球联合会（RFET）负责管理和组织参赛。
西班牙首次参加戴维斯杯是在1921年，但在1965年才打入决赛，败给澳大利亚队。直到2000年才首次获得冠军，此后再获五次戴维斯杯冠军，是国际网球最为强大的队伍之一。
2019年戴维斯杯，西班牙在最后的决赛中2-0击败加拿大，第6次夺得冠军。拉斐尔·纳达尔在他参加的8场比赛中赢了8场后，被授予该届戴维斯杯最有价值球员（MVP）。